# Сон рыцаря
«Сон рыцаря» (или «Аллегория») — одна из ранних картин Рафаэля, итальянского художника эпохи Возрождения. Хранится в Национальной галерее в Лондоне.

## Описание и интерпретация
На картине изображен молодой рыцарь в доспехах, который спит под лавровым деревом в окружении двух женщин. Одна женщина держит в руках книгу и меч, другая — цветок. Горный пейзаж на дальнем плане напоминает своими очертаниями Урбино. Эта маленькая картина является примером аллегорической живописи (образным изображением абстрактной идеи).
Вероятно, сюжет картины был создан по мотивам эпической поэмы «Пуника» латинского поэта Силия Италика, которая рассказывает историю Второй Пунической войны. В поэме молодому солдату Сципиону, отдыхающему в тени дерева, предстают в видении две дамы — Добродетель и её соперница Наслаждение. Добродетель, с мужеподобной фигурой и волосами, закрывающими лоб, обещает Сципиону почитание и славу благодаря победе в войне, но предупреждает, что путь к её целомудренной горной обители — крутой и каменистый. Наслаждение, с душистыми, плавными локонами и томными глазами, напротив, предлагает жизнь лёгкую и беззаботную. В своей картине Рафаэль передаёт различие характеров двух героинь через их внешность и одежду. Добродетель расположена слева, одета умеренно с покрытой головой, тогда как фигура Наслаждения в платье, изысканно подтянутом на бёдрах, её светлые длинные волосы распущены и украшены бусами и цветком. Тернистый путь, который предлагает Добродетель, изображён на фоне скалистыми возвышенностями и замком на вершине, к которому ведет разводной мост; позади Наслаждения — мягкий ландшафт, ведущий к солнечному озеру.
Однако на полотне Рафаэля две женщины не изображены как соперницы. Вместо того, чтобы представлять видение как моральную дилемму, Рафаэль показывает Добродетель и Наслаждение равными. Возможно, книга, меч и цветок, которые они держат, — это символы учёного, солдата и любовника, чьи качества должен сочетать в себе идеальный рыцарь.
На эскизе к картине видно, что Рафаэль первоначально задумывал Наслаждение как соблазнительницу, но в готовой картине она одета скромно, что дополнительно может свидетельствовать о её роли как рыцарской награды — Любви.

## История
Такие же размеры, как и полотно «Сон рыцаря», имеет другая ранняя картина Рафаэля — «Три грации», которую также обычно датируют 1504 годом. История создания двух произведений в точности не известна. Предполагают, что две картины составляли диптих либо были парными, и были первой работой Рафаэля, выполненной по частному заказу.
Лондонская Национальная галерея приобрела картину «Сон рыцаря» в 1847 году. Она была очищена и реставрирована в 1985 году.